# Zamek w Kluczkowicach
Zamek w Kluczkowicach – niewielki prywatny zamek w Kluczkowicach koło Opola Lubelskiego. Zamek zbudowany został w XVI wieku, opuszczony w XVIII wieku i rozebrany w wieku XIX.
Przypuszczalnie zamek został wzniesiony przez Mikołaja Wrzelowskiego przed połową XVI w. lub jego zięcia kasztelana Stanisława Słupeckiego w latach 60-70. XVI w. lub Krzysztofa Słupeckiego w latach trzydziestych XVII w.
Kluczkowice wzmiankowane są w znanych źródłach od 1416 r. Kluczkowice wraz z innymi dobrami rodziny Wrzelowskich znalazły się w posiadaniu Stanisława Słupeckiego jako posag jego żony, Zoﬁi Wrzelowskiej. W skład dóbr w momencie pozyskania ich przez Stanisława Słupeckiego wchodziło miasto Wrzelowiec lokowane przez Mikołaja Wrzelowskiego w 1543 r., wieś Kluczkowice z folwarkiem i m.in. rodowa wieś Wrzelowskich – Wrzelów. 
Zamek był otoczony murem obronnym z murowaną bramą „pobitą dranicami”, a jego zabudowania były skupione wokół dziedzińca. Na wprost bramy znajdował się główny element założenia – dom pański (pałac) mający parter i piętro. Parter był murowany (określany w opisach mianem „kamienica”), a piętro było drewniane. Komunikację zapewniał zewnętrzny ganek oraz wewnętrzne schody w sieni.
O lokalizacji zamku Ulryk Werdum pisał w 1672 r.: „Wypływa tu strumyk z jeziora, przy którym u stoku góry stoi bardzo piękny zamek pomiędzy drzewami. Z zamku tego piękny widok na długą krzaczastą dolinę i jezioro”.  
Opisy z 1688 i 1690 r. informują o niewielkim założeniu zamkowym zlokalizowanym na południe od Wrzelowca i południowy zachód od wsi Kluczkowice. W opisie z 1688 roku wzmiankowana jest winnica oraz wzmiankowano, że mury obwodowe zamku są częściowo zrujnowane. Uzupełnieniem systemu obronnego była także fosa wymieniona w 1690 r.
Gdy Kluczkowice były własnością Tarłów i Lubomirskich, na południowy zachód od wzgórza zamkowego znajdował się obiekt wykorzystywany jako dwór myśliwski. 
Po opuszczeniu zamku nowa siedziba w Kluczkowicach została zlokalizowana w pobliżu wzniesionego w połowie XVIII w. browaru nad Wrzelowianką, 1 km na północ od starego zamku. Nowy dwór został wybudowany w latach dwudziestych lub siedemdziesiątych XIX w., a następnie, pod koniec tegoż stulecia i w początkach XX wieku był kilkukrotnie przekształcany i rozbudowywany dla Kleniewskich przez Konstantego Wojciechowskiego, Stanisława Witkiewicza i Kazimierza Skórewicza.